# Nesta Carter
Nesta Carter (Banana Ground, 10 november 1985) is een Jamaicaanse sprinter, die gespecialiseerd is in de 100 m. Hij is mede-wereldrecordhouder op de 4 × 100 m estafette.

## Loopbaan
Op de wereldkampioenschappen van 2007 in Osaka won Carter met zijn teamgenoten Marvin Anderson, Usain Bolt en Asafa Powell op de 4 × 100 m estafette een zilveren medaille. Met een Jamaicaans record van 37,89 s eindigden ze achter de Amerikanen (goud; 37,78) en voor Groot-Brittannië (brons; 37,90). Op de individuele 100 m sneuvelde hij in de halve finale. Tijdens het Golden Gala in Rome dat jaar werd hij vijfde op de 100 m in 10,19.
In 2008 veroverde Nesta Carter op de Olympische Spelen van Peking met zijn teamgenoten Michael Frater, Usain Bolt en Asafa Powell een gouden medaille op de 4 × 100 m estafette. In de wereldrecordtijd van 37,10 eindigde het Jamaicaanse viertal voor de estafetteteams uit Trinidad en Tobago (zilver; 38,06) en Japan (brons; 38,15). In 2017 werd het Jamaicaanse team gediskwalificeerd wegens dopinggebruik van Carter.
In 2011 nam Carter deel aan de WK in Daegu. Op de 100 m eindigde hij als zevende, maar op de 4 × 100 m estafette liepen Carter, Usain Bolt, Michael Frater en Yohan Blake naar een gouden medaille.
Begin 2012 behaalde Nesta Carter de zilveren medaille op de 60 m op de wereldindoorkampioenschappen in Istanboel. Later dat jaar veroverde hij op de Olympische Spelen van Londen met zijn teamgenoten Michael Frater, Usain Bolt en Yohan Blake een nieuwe gouden medaille op de 4 × 100 m estafette. In de wereldrecordtijd van 36,84 eindigde het Jamaicaanse viertal voor de estafetteteams uit de Verenigde Staten en Trinidad en Tobago.
Op de WK van 2013 in Moskou behaalde Carter twee medailles. In 9,95 werd hij derde op de 100 m, achter zijn landgenoot Usain Bolt en de Amerikaan Justin Gatlin. Samen met Bolt, Nickel Ashmeade en Kemar Bailey-Cole liep Carter ook naar de wereldtitel op de 4 × 100 m estafette.
In 2014 vond in Nassau op de Bahama's de eerste editie plaats van de IAAF World Relays, de officieuze wereldkampioenschappen estafettes, een jaarlijks terugkerend kampioenschap waarin een vijftal estafetteonderdelen op het programma staan. Nesta Carter maakte deel uit van de Jamaicaanse ploeg op de 4 × 100 m estafette, die verder bestond uit Nickel Ashmeade, Julian Forte en Yohan Blake. De Jamaicanen wonnen in 37,77.
Carter is aangesloten bij MVP Track & Field Club in Kingston.

## Titels
- Olympisch kampioen 4 × 100 m - 2008, 2012
- Wereldkampioen 4 × 100 m - 2011, 2013, 2015
- World Relays kampioen 4 × 100 m - 2014

## Persoonlijke records
Outdoor
| Onderdeel | Prestatie | Datum            | Plaats   |
| --------- | --------- | ---------------- | -------- |
| 100 m     | 9,78 s    | 29 augustus 2010 | Rieti    |
| 200 m     | 20,25 s   | 7 mei 2011       | Kingston |

Indoor
| Onderdeel | Prestatie | Datum            | Plaats     |
| --------- | --------- | ---------------- | ---------- |
| 50 m      | 5,67 s    | 28 januari 2012  | New York   |
| 60 m      | 6,49 s    | 18 februari 2012 | Birmingham |

## Prestatieontwikkeling
| Jaar | 100 m            |
| ---- | ---------------- |
| 2004 | 10,56 (+2,0 m/s) |
| 2005 | 10,69 (+0,5 m/s) |
| 2006 | 10,20 (-1,6 m/s) |
| 2007 | 10,11 (+1,0 m/s) |
| 2008 | 9,98 (+1,0 m/s)  |
| 2009 | 9,91 (+2,0 m/s)  |
| 2010 | 9,78 (+0,9 m/s)  |
| 2011 | 9,89 (+1,3 m/s)  |
| 2012 | 9,95 (+1,5 m/s)  |
| 2013 | 9,87 (+1,8 m/s)  |
| 2014 | 9,96 (+2,0 m/s)  |
| 2015 | 9,98 (+1,8 m/s)  |

## Palmares

### 60 m
- 2010: 7e WK indoor - 6,72 s
- 2012:  WK indoor - 6,54 s

### 100 m
Kampioenschappen
- 2008:  Wereldatletiekfinale - 10,07 s
- 2011: 7e WK - 10,95 s
- 2013:  WK - 9,95 s

Golden League-podiumplekken
- 2008:  Golden Gala – 10,05 s
- 2008:  Memorial Van Damme – 10,07 s
- 2008:  ISTAF – 10,08 s

Diamond League-podiumplekken
- 2010:  Qatar Athletic Super Grand Prix – 9,88 s
- 2010:  Memorial Van Damme – 9,85 s
- 2011:  Prefontaine Classic – 9,92 s
- 2011:  Aviva British Grand Prix – 9,93 s
- 2011:  Herculis – 9,90 s
- 2011:  London Grand Prix – 10,01 s
- 2011:  Memorial Van Damme – 9,89 s
- 2012:  Shanghai Golden Grand Prix – 10,16 s
- 2012:  London Grand Prix – 10,13 s
- 2012:  DN Galan – 10,06 s
- 2012:  Athletissima – 9,95 s
- 2012:  Weltklasse Zürich – 9,95 s
- 2012:  Memorial Van Damme – 9,96 s
- 2013:  Qatar Athletic Super Grand Prix – 9,99 s
- 2013:  Sainsbury’s Grand Prix – 9,99 s
- 2013:  London Grand Prix – 9,99 s
- 2013:  Memorial Van Damme – 9,94 s
- 2014:  Shanghai Golden Grand Prix – 10,12 s
- 2014:  Golden Gala – 10,02 s
- 2014:  Adidas Grand Prix – 10,09 s
- 2014:  Glasgow Grand Prix – 9,98 s

### 4 × 100 m
- 2007:  WK - 37,89 s (NR)
- 2008:  OS - 37,10 (WR)
- 2011:  WK - 37,04 s (WR)
- 2012:  OS - 36,84 s (WR)
- 2013:  WK - 37,36 s
- 2014:  World Relays - 37,77
- 2015:  WK - 37,36 s

1912: Jacobs, Macintosh, d'Arcy, Applegarth ·
1920: Paddock, Scholz, Murchison, Kirksey ·
1924: Clarke, Hussey, Leconey, Murchison ·
1928: Wykoff, Quinn, Borah, Russell ·
1932: Kiesel, Toppino, Dyer, Wykoff ·
1936: Owens, Metcalfe, Draper, Wykoff ·
1948: Ewell, Wright, Dillard, Patton ·
1952: Smith, Dillard, Remigino, Stanfield ·
1956: Murchison, King, Baker, Morrow ·
1960: Cullmann, Hary, Mahlendorf, Lauer ·
1964: Drayton, Ashworth, Stebbins, Hayes ·
1968: Greene, Pender, Smith, Hines ·
1972: Black, Taylor, Tinker, Hart ·
1976: Glance, Jones, Hampton, Riddick ·
1980: Moeravjov, Sidorov, Prokofjev, Aksinin ·
1984: Graddy, Brown, Smith, Lewis ·
1988: Bryzgin, Krylov, Moeravjov, Savin ·
1992: Marsh, Burrell, Mitchell, Lewis ·
1996: Esmie, Gilbert, Surin, Bailey ·
2000: Drummond, Williams, Lewis, Greene ·
2004: Gardener, Campbell, Devonish, Lewis-Francis ·
2008: Bledman, Burns, Callender, Thompson ·
2012: Carter, Frater, Blake, Bolt ·
2016: Powell, Blake, Ashmeade, Bolt ·
2020: Desalu, Jacobs, Patta, Tortu ·
2024: Brown, Blake, Rodney, De Grasse
1983 King, Gault, Smith, Lewis ·
1987 McRae, McNeill, Glance, Lewis ·
1991 Cason, Burrell, Mitchell, Lewis ·
1993 Drummond, Cason, Mitchell, Burrell ·
1995 Esmie, Gilbert, Surin, Bailey ·
1997 Esmie, Gilbert, Surin, Bailey ·
1999 Drummond, Montgomery, Lewis, Greene ·
2001 Nagel, du Plessis, Newton, Quinn ·
2003 Capel, Williams, Patton, Johnson ·
2005 Doucouré, Pognon, De Lépine, Dovy ·
2007 Patton, Spearmon, Gay, Dixon ·
2009 Mullings, Frater, Bolt, Powell ·
2011 Carter, Frater, Blake, Bolt ·
2013 Carter, Bailey-Cole, Ashmeade, Bolt ·
2015 Carter, Powell, Ashmeade, Bolt ·
2017 Ujah, Gemili, Talbot, Mitchell-Blake ·
2019 Coleman, Gatlin, Rodgers, Lyles ·
2022 Brown, Blake, Rodney, De Grasse ·
2023 Coleman, Kerley, Carnes, Lyles